# Modus (filosofie)
Een modus is in de filosofie de hoedanigheid, toestand of wijziging van iets. De ontologische status van modi is niet onomstreden. Hoewel er vrijwel algemene consensus over bestaat dat modi verschillen van secundaire eigenschappen, is er geen exacte definitie van het begrip. Door verschillende filosofen is het in verschillende systemen en contexten dan ook op verschillende wijzen gebruikt.

## Analytische filosofie
Een gangbaar voorbeeld in de analytische filosofie is een plooi in een tapijt. De meeste filosofen zijn het er over eens dat geplooidheid in dit geval geen eigenschap is, maar een tijdelijke hoedanigheid. Voorbeelden van eigenschappen daarentegen zijn kleur, vorm, et cetera.

## Geschiedenis
Het begrip verwierf relevantie bij de aanvang van de moderne filosofie en werd onder meer gebruikt door Descartes. Een significante functie kreeg het bij Spinoza, die alle ideeën beschouwt als modificaties van het attribuut denken en alle dingen als modificaties van het attribuut uitgebreidheid. Alle attributen drukken het wezen van één en dezelfde substantie uit. De idee van bijvoorbeeld een boek en het corresponderende fysieke boek zijn feitelijk hetzelfde, maar worden als verschillende modi in verschillende attributen uitgedrukt.

## Voorbeelden
Bij Spinoza
- een menselijke lichaamshouding is een modus van een menselijk lichaam
- een menselijk lichaam  is een modus van de uitgebreidheid  (res  extensa, de materiële wereld).
- de uitgebreidheid is een modus/attribuut van de ene substantie.
- een kring of cirkel in de natuur is een modus van de uitgebreidheid.
- als we deze waarnemen is het beeld van deze kring in ons hoofd een modus van het denken.

## Logica
In de syllogistiek wordt de term modus ook gebruikt om bepaalde (geldige of ongeldige) redeneervormen aan te duiden, bijvoorbeeld:
- Modus ponens
- Modus tollens
- Modus ponendo tollens
- Modus tollendo ponens
- Modus Barbara